# Ecco the Dolphin
Ecco the Dolphin è un videogioco pubblicato nel 1992 per console Sega Mega Drive, e in seguito portato ad altri sistemi. È un videogioco d'azione a scorrimento orizzontale ed è stato sviluppato da Novotrade International.
Ecco è il nome del protagonista, un delfino diverso da tutti gli altri: infatti ha delle strane stelle sulla fronte (composte come quelle della costellazione del delfino), che gli conferiscono una forza e dei poteri che userà per superare gli ostacoli.
La copertina del gioco è realizzata da Boris Vallejo.

## Trama
Ecco sta nuotando con i suoi amici, e, mentre balza fuori dall'acqua per fare una piroetta, una tremenda tromba d'aria risucchia gli altri delfini e gran parte dei pesci marini lasciando l'oceano vuoto. L'unico sopravvissuto è Ecco, che in quel momento si era trovato sbalzato fuori dall'acqua. A questo punto il protagonista parte alla ricerca dei suoi amici per poterli salvare. Ecco dovrà superare diversi ostacoli e pericoli marini.
Alla fine della sua lunga odissea, Ecco scoprirà che i suoi amici sono stati catturati da una misteriosa specie aliena di natura acquatica, i Vortex, che si nutrono dei poveri cetacei fatti prigionieri fin dalla preistoria. Per poter liberare finalmente i suoi compagni, Ecco dovrà sconfiggere la regina di queste creature, un enorme mostro dall'aspetto biomeccanico ispirato agli Xenomorphi di Alien. In caso di vittoria, nella sequenza finale i delfini salvati si esibiscono in uno spettacolo di nuoto sincronizzato.

## Modalità di gioco
I comandi principali di Ecco sono il sonar, con il quale può parlare con gli altri cetacei, interagire con gli elementi del gioco e scandagliare le profondità marine, e la superspinta, con la quale può darsi una spinta ad alta velocità per muoversi agilmente nelle profondità marine o colpire i suoi nemici.Durante il gioco Ecco dovrà fare attenzione a non finire l'energia e a non far terminare il suo ossigeno, quindi deve spesso tornare a prendere aria in superficie. La longevità può essere aumentata giocando i livelli segreti (sbloccabili con le apposite password).

## Seguiti
Il primo episodio fu seguito da altri successori con trame più o meno simili.
- Ecco the Dolphin II: The Tides of Time (Sega Mega Drive)
- Ecco the Dolphin Jr. (Sega Mega Drive)
- Ecco the Dolphin: Defender of the Future (PlayStation 2, Dreamcast)

## Riedizioni
Il primo episodio assieme a i due seguiti fu inserito nelle compilation Sega Mega Drive Collection, Sega Mega Drive Ultimate Collection, Sega Mega Drive Classic Collection Gold Edition e Sega Smash Pack.
Uscì nel 2006 su Virtual Console, nel 2007 su Xbox Live, nel 2010 su Steam, nel 2013 sul Nintendo eShop.